# Mimas christophi
Mimas christophi là một loài bướm đêm thuộc họ Sphingidae.

## Phân phối
Nó được tìm thấy ở vùng Viễn Đông Nga, đông bắc Trung Quốc, Hàn Quốc và miền bắc và trung Nhật Bản.

## Sự miêu tả
Sải cánh dài 59–77 mm. Nó gần giống loài Mimas tiliae nhưng nhỏ hơn và tối hơn.

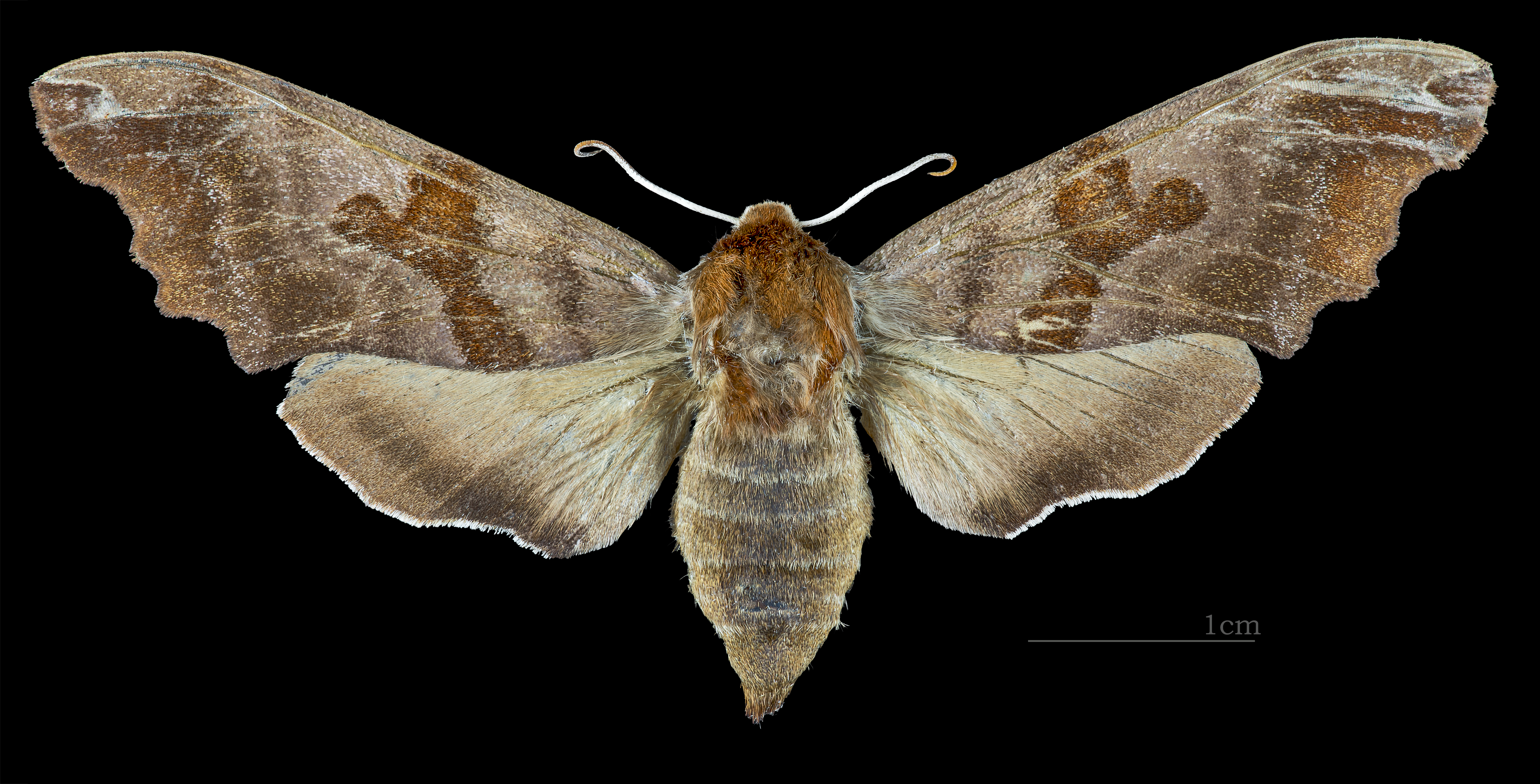
Mimas christophi ♀
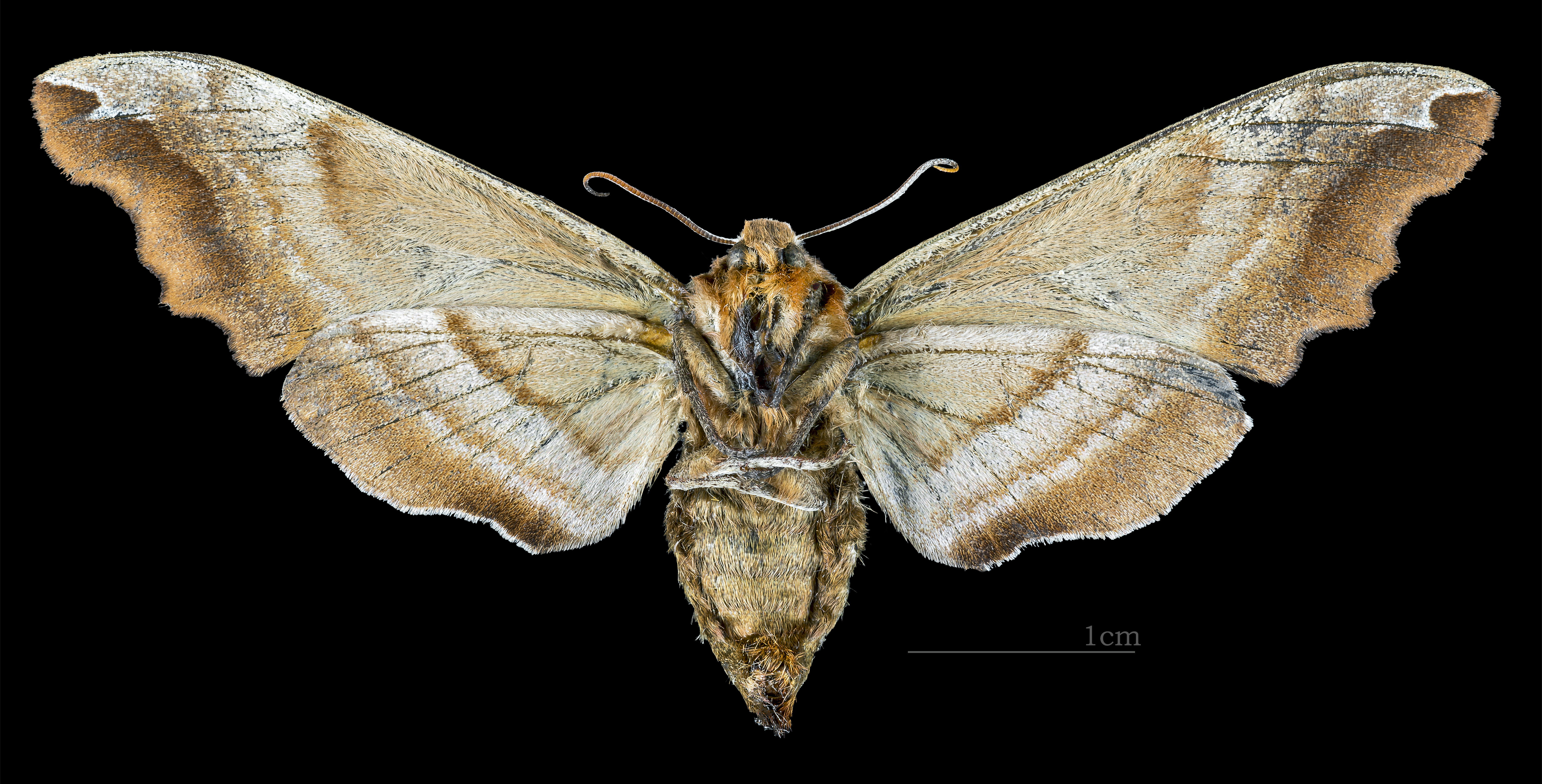
Mimas christophi ♀ △

## Sinh học
Con trưởng thành bay từ cuối tháng 5 đến cuối tháng 8 ở Triều Tiên.
Ấu trùng ăn Alnus hirsute, Tilia, Acer, Ulmus, Salix và Betula in Primorskiy Kray in Nga và Alnus japonica, Quercus dentata, Ulmus davidiana var. japonica và Tilia amurensis ở Triều Tiên.